# Пайн Тауншип (округ Кроуфорд, Пенсільванія)
Пайн Тауншип (англ. Pine Township) — селище (англ. township) в США, в окрузі Кроуфорд штату Пенсільванія. Населення — 432 особи (2020).

## Демографія
Згідно з переписом 2010 року, у селищі мешкали 462 особи в 200 домогосподарствах у складі 143 родин. Було 406 помешкань
Расовий склад населення:
| - 98,1 % — білих - 1,3 % — корінних американців - 0,4 % — азіатів |

До двох чи більше рас належало 0,2 %. Частка іспаномовних становила 0,2 % від усіх жителів.
За віковим діапазоном населення розподілялося таким чином: 18,6 % — особи молодші 18 років, 59,3 % — особи у віці 18—64 років, 22,1 % — особи у віці 65 років та старші. Медіана віку мешканця становила 47,8 року. На 100 осіб жіночої статі у селищі припадало 96,6 чоловіків;  на 100 жінок у віці від 18 років та старших — 97,9 чоловіків також старших 18 років.
Середній дохід на одне домашнє господарство  становив 54 418 доларів США (медіана — 44 531), а середній дохід на одну сім'ю — 63 533 долари (медіана — 59 167). Медіана доходів становила 41 667 доларів для чоловіків та 27 679 доларів для жінок. За межею бідності перебувало 11,0 % осіб, у тому числі 22,2 % дітей у віці до 18 років та 7,7 % осіб у віці 65 років та старших.
Цивільне працевлаштоване населення становило 196 осіб. Основні галузі зайнятості: виробництво — 42,9 %, освіта, охорона здоров'я та соціальна допомога — 17,9 %, роздрібна торгівля — 9,2 %, будівництво — 5,6 %.